# Walther Lietzmann

Lietzmann (oben links) 1932 in Zürich

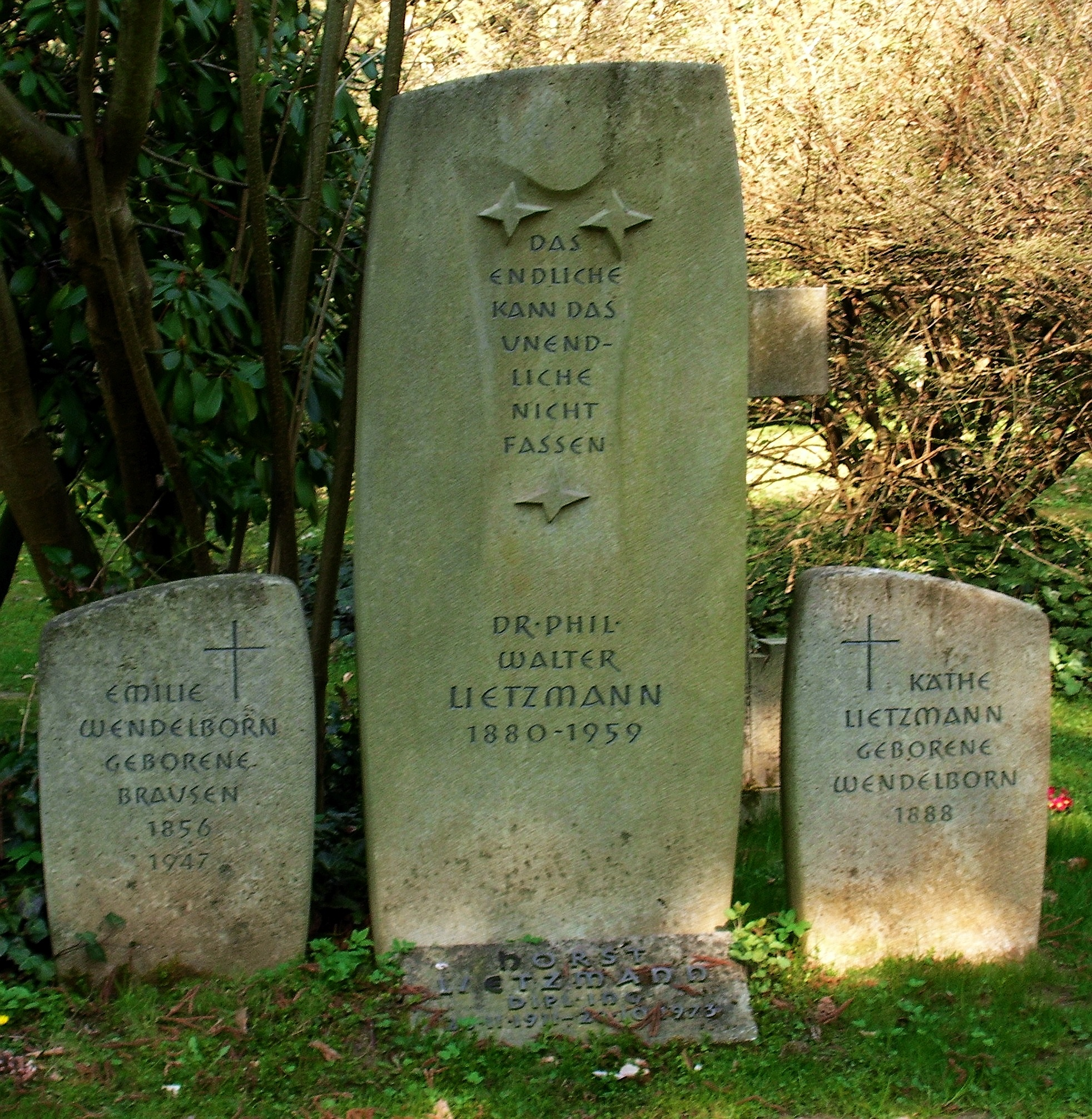
Göttingen, Stadtfriedhof: Grab von Professor Walt(h)er Lietzmann

Karl Julius Walther Lietzmann (* 7. August 1880 in Drossen; † 12. Juli 1959 in Göttingen) war ein deutscher Mathematiker, Pädagoge und einflussreicher Mathematikdidaktiker.

## Leben und Werk
Lietzmann promovierte 1904 bei David Hilbert mit der Dissertation Über das biquadratische Reziprozitätsgesetz in algebraischen Zahlkörpern. Er ging in den Schuldienst (ab 1906 in Barmen, ab 1914 in Jena) und war von 1919 bis zu seinem Ruhestand 1946 Direktor der Oberrealschule (mit Reformrealgymnasium) in Göttingen. Im Jahr 1918 wurde er zum Mitglied der Leopoldina gewählt.
1920 wurde er Dozent und 1934 Honorarprofessor für Pädagogik der exakten Wissenschaften an der Universität Göttingen. Er war wesentlich am Programm von Felix Klein zur Reform des Mathematikunterrichts an den höheren Schulen beteiligt, und „sein“ Göttinger Gymnasium trägt heute dessen Namen.
Über Jahrzehnte hinweg schrieb und überarbeitete Lietzmann Unterrichtswerke für den Mathematikunterricht. Seine Methodik des mathematischen Unterrichts hatte nachhaltigen Einfluss auf die fachdidaktische Ausbildung von Mathematiklehrern.
Von 1928 bis 1932 war er Sekretär der 1908 gegründeten Internationalen mathematischen Unterrichtskommission (IMUK), die bis 1920 unter dem Vorsitz Kleins gestanden hatte. 1937 war er Präsident der Deutschen Mathematiker-Vereinigung.
Zum 1. August 1933 trat er dem NS-Lehrerbund bei und wurde zum 1. Oktober 1933 förderndes Mitglied der SS. Am 31. Mai 1937 beantragte er die Aufnahme in die NSDAP und wurde rückwirkend zum 1. Mai desselben Jahres aufgenommen (Mitgliedsnummer 4.237.430).

## Bibliografie

### Fachdidaktisches Hauptwerk
Nachhaltige Wirkung auf die Lehrerausbildung hatte Lietzmann durch sein Hauptwerk Methodik des mathematischen Unterrichts. Die nach dem Zweiten Weltkrieg erschienene Neubearbeitung trägt den gleichen Titel wie das erstmals während des Ersten Weltkriegs erschienene Werk, eröffnet aber eine neue Auflagenzählung.
- Methodik des mathematischen Unterrichts. 3 Teile in 3 Bänden. I: Organisation, Allgemeine Methode und Technik des Unterrichts. II. Didaktik der einzelnen Gebiete des mathematischen Unterrichts. III. Didaktik der angewandten Mathematik. 1. Auflage im Handbuch des naturwissenschaftlichen und mathematischen Unterrichts, hrsg. von J. Norrenberg, Leipzig, Quelle & Meyer (ca. 1916). Zweite Auflage 1923–1926.
- Methodik des Mathematischen Unterrichts. 1. Auflage 1951 in zwei Bänden: Der Unterricht und Der Lehrstoff. Postum ab der 3. Auflage in einem Band vereinigt. Die 3. Auflage wurde von Richard Stender bearbeitet (1961), die 4. von Horst Jahner (1968), die 5. von H. Jahner und Dietrich Pohlmann (1978); die 6. Auflage (1985) war ein unveränderter Nachdruck der 5.

### Lehrbücher
Lietzmann war Autor und Koautor zahlreicher Lehrbücher, die in unterschiedlichen Ausgaben für unterschiedliche Schulformen erschienen. Darunter:
- Mit P. Zühlke: Aufgabensammlung und Leitfaden für Arithmetik, Algebra und Analysis. Ausgabe B. Leipzig, Berlin: Teubner (1924).
- Mit P. Zühlke und B. Fischer: Mathematisches Unterrichtswerk für höhere Knabenschulen (1925?).
- Mathematisches Unterrichtswerk für höhere Mädchenbildungsanstalten: Aufgabensammlung und Leitfaden der Geometrie für die Unter – und Mittelstufe (5. Auflage 1928).
- Mit J. Jarosch: Mathematisches Unterrichtswerk für Mittelschulen (ca. 1926).
- Mit P. Zühlke und H. Willers: Aufgabensammlung und Leitfaden für Arithmetik, Algebra und Analysis.Oberstufe. Leipzig: Teubner (5. Auflage 1931).
- Aufgabensammlung und Leitfaden der Geometrie. Für die Unter- und Mittelstufe. Teubner: Leipzig (1935). Mindestens 13 Auflagen.
- Mit H. Freund, R. Wölz: Mathematisches Unterrichtswerk. Leitfaden für Arithmetik, Algebra u. Analysis. Mittelstufe. (Neubearbeitung 1955).

Auch nach dem Zweiten Weltkrieg blieb Lietzmann auf dem Schulbuchmarkt präsent:
- Mathematisches Unterrichtswerk. Göttingen: Vandenhoeck & Ruprecht (ca. 2 Auflagen, um 1950–1955).

### Kleinere Schriften
- Stoff und Methode des Raumlehreunterrichts in Deutschland. Ein Literaturbericht. Teubner: Leipzig (1912). Reprograph. Nachdruck Paderborn: Schöningh (1985).
- Mit V. Trier: Wo steckt der Fehler? Trugschlüsse und Schülerfehler.Leipzig und Berlin: Teubner (1913).
- Riesen und Zwerge im Zahlenreich. Leipzig: Teubner (1916).
- Was ist Geld? Leipzig, Berlin: Teubner (1918).
- Erkenntnislehre im mathematischen Unterricht der Oberklassen. Charlottenburg, Mundus (1921).
- Anschauliche Einführung in die mehrdimensionale Geometrie. Oldenbourg (1952).
- Lustiges und Merkwürdiges von Zahlen und Formen. Breslau: Ferdinand Hirt (1922). 11. Auflage Vandenhoeck & Ruprecht (1982).
- Funktion und Graphische Darstellung. Breslau (1925).
- als Herausgeber, zusammen mit W. Hillers: Die Durchführung des Arbeitsschulprinzips im mathematischen Unterricht. Leipzig, Berlin: Teubner (1931).
- Mathematik und bildende Kunst. Breslau: Ferdinand Hirt (1931).
- Kegelschnittlehre. Leipzig, Berlin: Teubner (1933). Nachkriegsausgabe unter dem Titel Elementare Kegelschnittlehre. Bonn: Dümmler (1949).
- Lebendige Mathematik. Breslau: Ferdinand Hirt (1943), 2. Auflage Physica-Verlag (1955). Aus dem Inhalt: Vom Rechenbrett zur Rechenmaschine, Schaubilder und Zahlenvergleich, Textilgeometrie: Vom Nähen, Stricken und Weben, Dreiecke im Gelände, Von den Gleichungen zweiten Grades und vom Goldenen Schnitt, Raumgestalten, Luftbildmessung, Von Landkarten und vom Sehen, Die mathematische Methode etc.
- Formale Bildung im mathematischen und sprachlichen Unterricht. Hannover: Hahn (1947).
- Sonderlinge im Reich der Zahlen. Bonn: Dümmler (1948).
- Schulreform und mathematischer Unterricht. Heidelberg: Quelle & Meyer (1949).
- Das Wesen der Mathematik. Braunschweig: Vieweg (1949).
- Elementare Kugelgeometrie mit numerischen und konstruktiven Methoden. Göttingen: Vandenhoeck & Ruprecht (1949).
- Sonderlinge im Reich der Zahlen. Dümmler (1954).
- Anschauliche Topologie. Oldenbourg (1955). Übersetzung ins Englische Visual Topology New York: Elsevier (1965).
- Anschauliche Arithmetik und Algebra. Physica-Verlag (1956).
- Experimentelle Geometrie. Stuttgart: Teubner (1959).
- Der Pythagoreische Lehrsatz. Leipzig: Teubner, 1965.

Schriften zur Mathematikgeschichte:
- Altes und Neues vom Kreis. Leipzig: Teubner, 1935, 1963.
- Frühgeschichte der Geometrie auf germanischem Boden, Breslau, Ferdinand Hirt, 1940
- Aus der Mathematik der Alten, 1928
- Überblick über die Geschichte der Elementarmathematik, 1926, 2. Auflage 1928

Ergänzungshefte zum Mathematischen Unterrichtswerk:
- Ergänzungsheft 1:Überblick über die Geschichte der Elementarmathematik.
- Ergänzungsheft 3:Aufbau und Grundlage der Mathematik. Leipzig, Berlin: Teubner (1927).
- Ergänzungsheft 5:Aus der neueren Mathematik. Quellen zum Zahlbegriff und zur Gleichungslehre, zum Funktionenbegriff und zur Analysis. Leipzig, Berlin: Teubner (1929).

### Herausgebertätigkeit
- Gemeinsam mit Alexander Witting gab Lietzmann im Verlag B. G. Teubner die Mathematisch-Physikalische Bibliothek heraus.
- Mit Heinrich Schotten war Lietzmann Herausgeber der Zeitschrift für mathematischen und naturwissenschaftlichen Unterricht aller Schulgattungen. Begründet 1869 von J. C. V. (d. i. Immanuel Carl Volkmar) Hoffmann.
- Mit Heinrich Behnke Herausgabe von: Mathematisch-Physikalische Semesterberichte: Zur Pflege des Zusammenhangs von Schule und Universität. Band I (1949) bis Band X (1963). Gött., V&R

### Lebenserinnerungen
Aus meinen Lebenserinnerungen / Im Auftrag von Walter und Käthe Lietzmann hrsg. von Kuno Fladt. Göttingen: Vandenhoeck & Ruprecht (1960).